# White Island (Kanada)
White Island – niezamieszkana wyspa należąca do Archipelagu Arktycznego, znajdująca się w regionie Kivalliq, Nunavut, Kanada. Jej powierzchnia wynosi 789 km².
Jest oddzielona o mniej niż 2 km od Wyspy Southampton cieśniną Comer Strait z zachodu i Falcon Strait z południa. White Island jest otoczona wieloma małymi wyspami, takimi jak: Passage Island, Whale Island, Seekoo Island, Nias Island oraz innymi nienazwanymi.